# Wawrzyniec Chlebowski
Wawrzyniec Chlebowski (zm. po 1626) – polski XVII-wieczny poeta okolicznościowy.

## Elementy życiorysu
Pochodził ze szlachty mazowieckiej. W 1607 roku pisał się „z Łowicza”. Był wtedy – być może – urzędnikiem arcybiskupim na zamku łowickim. Od 1608 roku żył w Krakowie.

## Twórczość
Wydał co najmniej 20 broszur poetyckich. Do bardziej znanych należą utwory:
- Lament żałosny Korony polskiej, ojczyzny miłej na teraźniejsze rozruchy rokoszowe i trwogi w roku 1606 i 1607 d. 4 Augusta przez Wawrzyńca Chlebowskiego z Łowicza wydane[1], napisany w czasie rokoszu Zebrzydowskiego
- Trąba pobudki ziemie perskey do wszystkich narodów chrześciańkich przeciw Mochametanom (Kraków, 1608), w której opisywał budowę w Warszawie międzynarodowej koalicji przeciw Turcji
- Wolność korony polskiej, (1611) dedykowany senatom Gdańska i Elbląga
- Lament żałosny na straszliwy pożar sławnego miasta Jarosławia, (1625)[2].

Wiele jego utworów jest plagiatami utworów innych poetów, co było normą w tych czasach.